# DLo, Mississippi
DLo, Mississippi (енгл. DLo) град је у америчкој савезној држави Мисисипи.

## Демографија
По попису из 2010. године број становника је 452, што је 58 (14,7%) становника више него 2000. године.
| Група             | 2000.       | 2010.       |
| Белци             | 312 (79,2%) | 328 (72,6%) |
| Афроамериканци    | 77 (19,5%)  | 113 (25,0%) |
| Азијати           | 0 (0,0%)    | 0 (0,0%)    |
| Хиспаноамериканци | 0 (0,0%)    | 4 (0,9%)    |
| Укупно            | 394         | 452         |